# Batalha pelos nascimentos

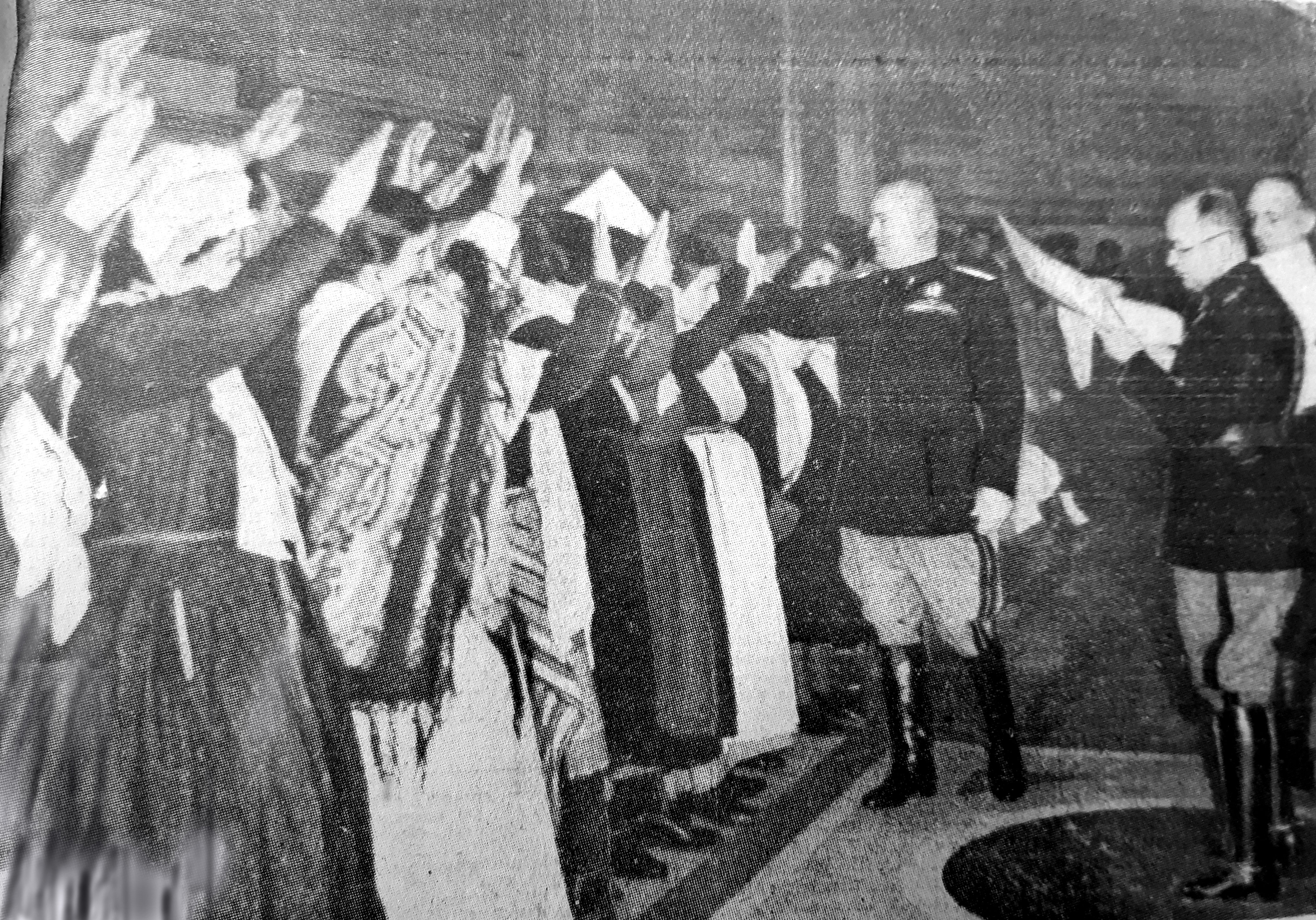
Mães prolíficas sendo premiadas como parte da campanha demográfica fascista

A batalha pelos nascimentos foi uma das quatro batalhas econômicas que aconteceram na Itália fascista. Benito Mussolini imaginou um Império Italiano que rivalizaria com o dos romanos e, para cumprir esse objetivo, previu a necessidade de aumentar a população.
Apesar da desconfiança de Mussolini da Igreja Católica em relação a uma série de questões durante seu mandato, suas opiniões, na época, coincidiam na questão dos papéis de gênero e contracepção: ambos achavam que as mulheres deveriam assumir um papel de esposa e mãe, e ambas discordavam da contracepção e do aborto, com Mussolini proibindo a primeira. A batalha pelos nascimentos começou em 1927: Mussolini introduziu uma série de medidas para incentivar a reprodução, com o objetivo de aumentar a população de 40 milhões para 60 milhões até 1950. Empréstimos foram oferecidos a casais, com parte do empréstimo cancelado por cada novo filho e qualquer homem casado que tivesse mais de seis filhos estavam isentos de impostos. Mussolini, que desenvolveu um culto à personalidade, argumentou que o povo italiano tinha o dever de gerar o maior número possível de filhos